# Anklagemyndighed
En anklagemyndighed, undertiden også benævnt politi- og anklagemyndighed er en offentlig myndighed, der i samarbejde med politiet varetager den retlige indsats mod strafbare handlinger. Hovedopgaven er at være anklager i straffesager.
Den danske anklagemyndighed hedder slet og ret Anklagemyndigheden, hvis øverste chef er Rigsadvokaten.